# Duel to the death
Duel to the death(生死決) è un film wuxia di Hong Kong del 1983 con Norman Chui e Damian Lau . È il debutto alla regia di Ching Siu-tung, regista di storia di fantasmi cinesi.

## Trama
Nel XVI secolo, durante il periodo della dinastia Ming, ogni dieci anni il più grande spadaccino giapponese affronta il più grande spadaccino cinese in un duello all'ultimo sangue per l'onore della propria nazione.

## Accoglienza
Nel 2014, Time Out intervistò diversi critici cinematografici, registi, attori e stuntmen per elencare i loro migliori film d'azione; Duel to the death  è stato posizionato al 92º posto in questa lista. Nella classifica del 2020, il film è stato inserito alla centesima posizione.